# Nagykörű
Nagykörű là một thị trấn thuộc hạt Jász-Nagykun-Szolnok, Hungary. Thị trấn này có diện tích 42,81 km², dân số năm 2010 là 1640 người, mật độ 38 người/km².